# Myrra
Myrra er tørret harpiks fra myrratræet (Commiphora abyssinica), som gror i den østlige del af Afrika. 
Myrra udvindes ved at skære et snit i barken på træet, hvorefter harpiksen løber ud, og efter tre uger kan det tørrede harpiks brækkes af træet. Myrra har en bitter smag, men udsender en aromatisk duft ved afbrænding og har fra gammel tid været brugt i religiøse ritualer.